# اوگاتا کورین

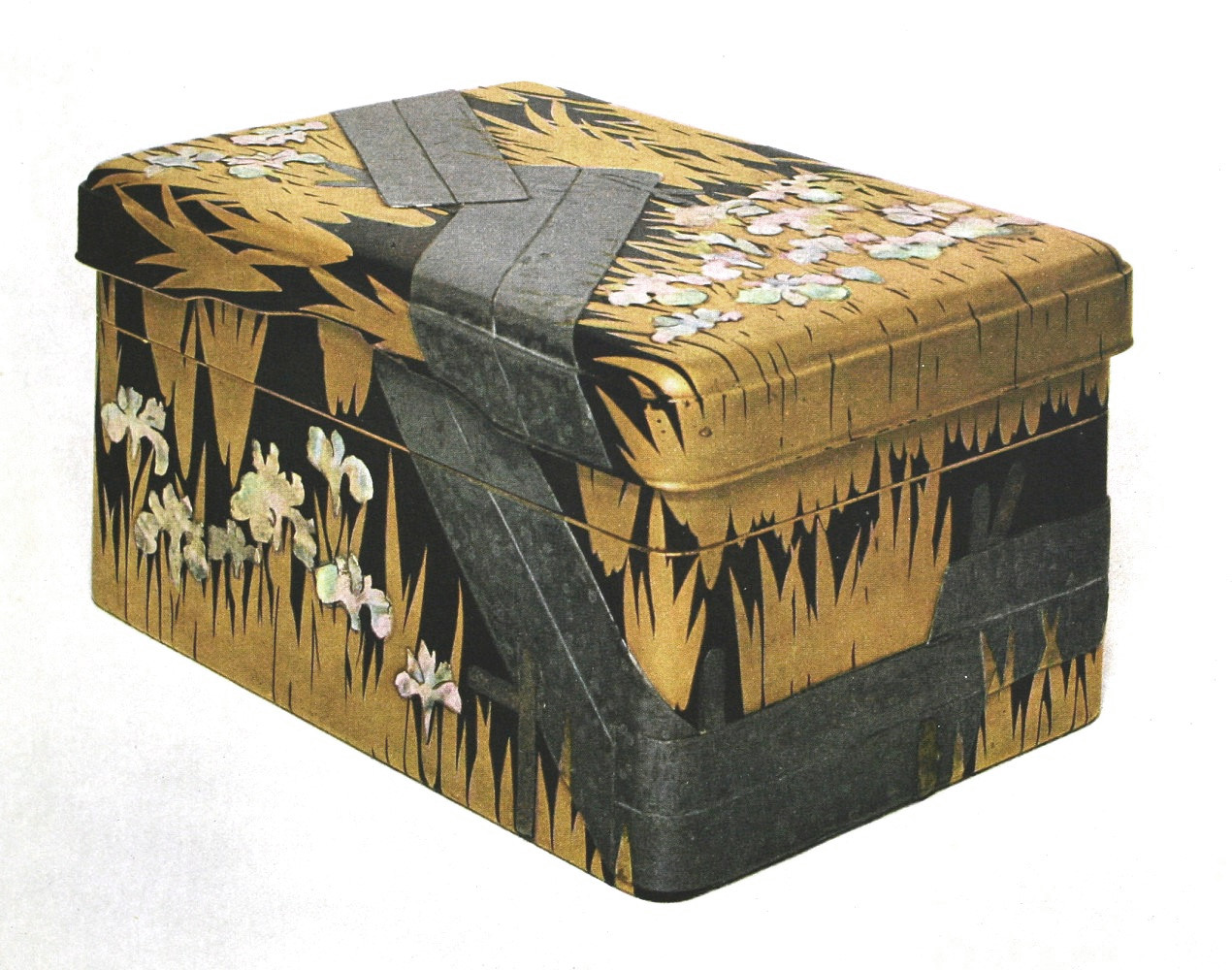
جعبه نوشت‌افزار با طرح ۸ پل اثر مشهور اوگاتا کورین، که اکنون در موزه ملی توکیو قرار دارد، در ژاپن به عنوان گنجینه ملی رده‌بندی شده‌است.

اوگاتا کورین (به ژاپنی: 尾形光琳) نقاش برجستهٔ ژاپنی اهل کیوتو در سدهٔ ۱۷ میلادی بود. وی به مکتب رینپا در نقاشی سنتی ژاپنی متعلق بود.
اوگاتا کورین در نقاشی بر روی دیواره‌های تاشو و ژانرهای دیگر نقاشی ژاپنی مهارت داشت.

## خانواده
اوگاتا کورین در یکی از خانواده های بسیار مشهور کیوتو که در زمینهٔ تولید کیمونو فعالیت داشتند متولد شد.

## نگارخانه

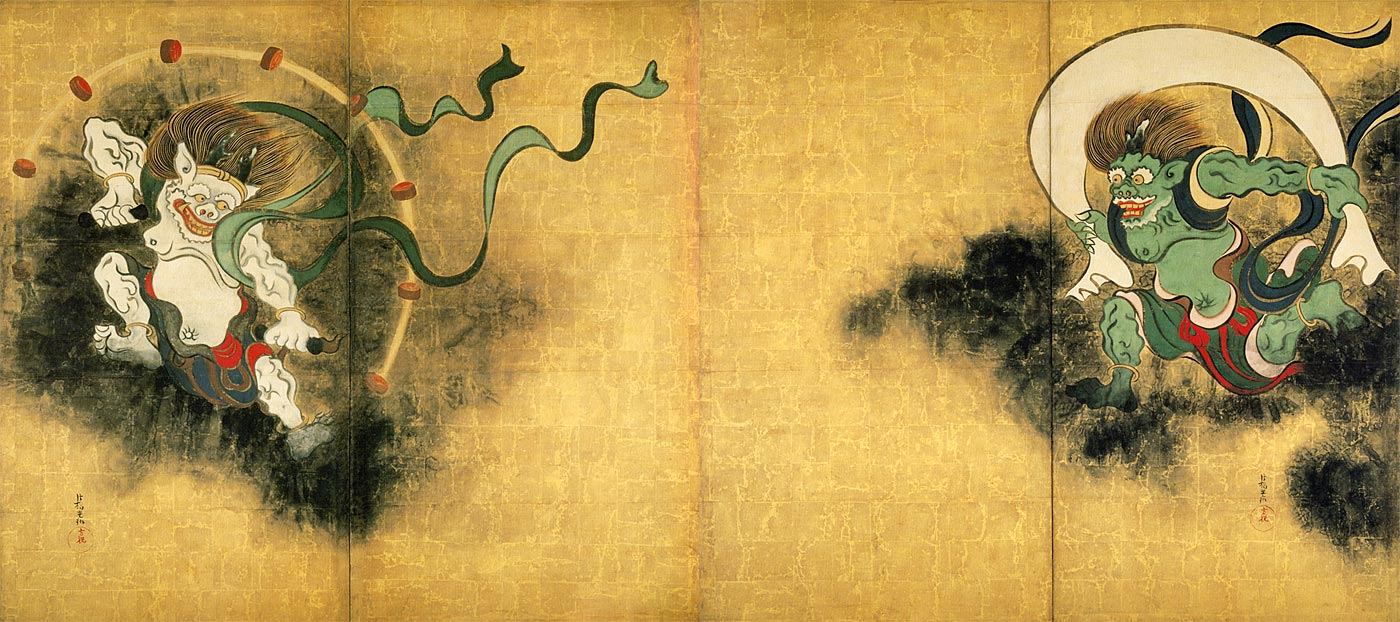
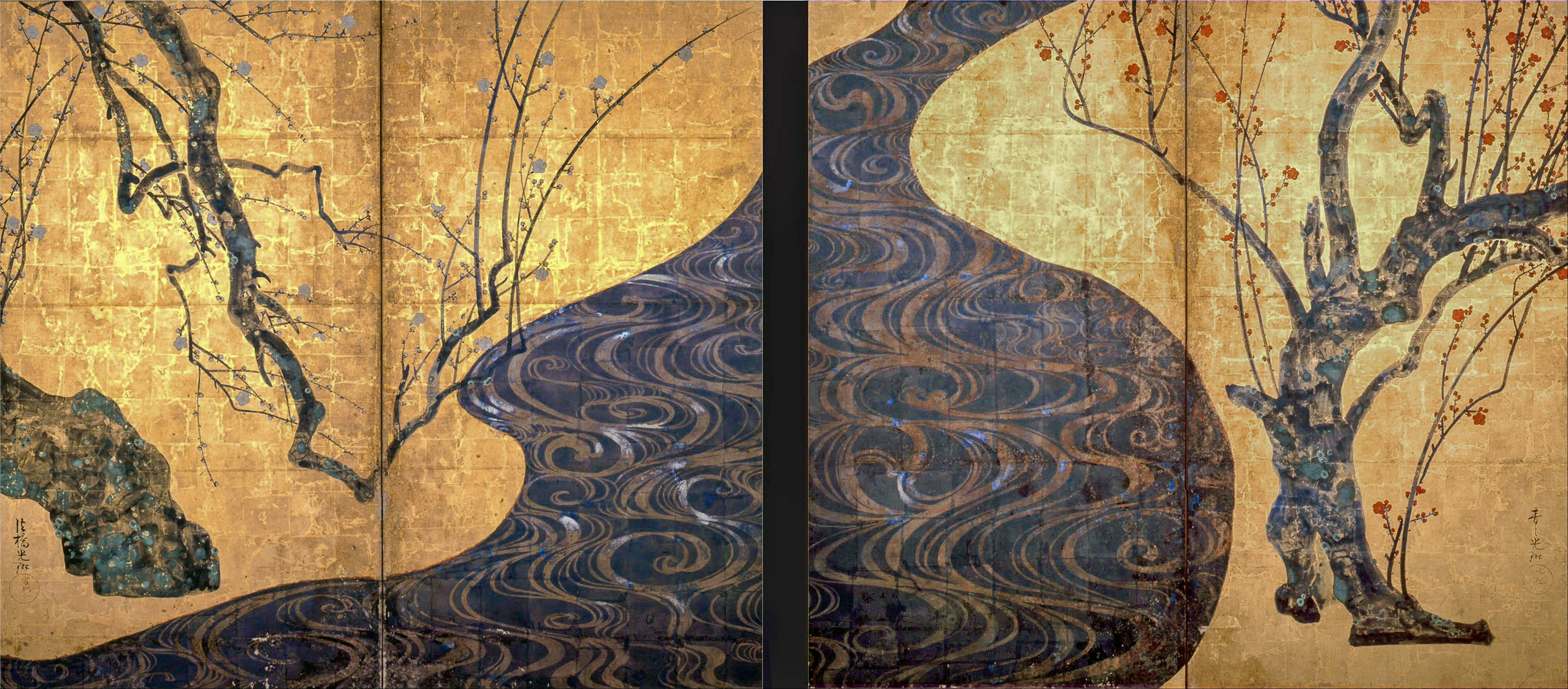
زردآلوی قرمز و سفید ژاپنی (گنجینه ملی)
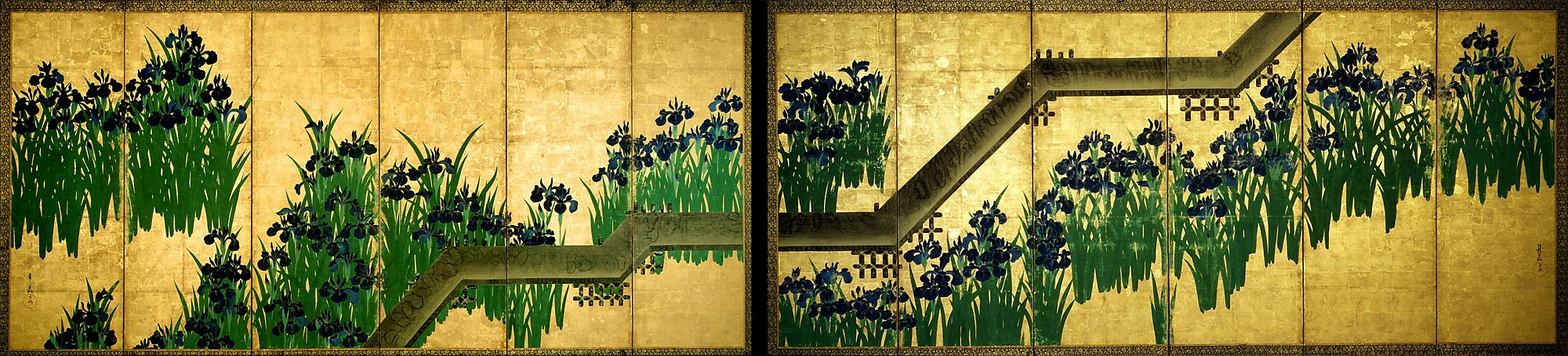
پارتیشن دو قطعه‌ای پل و مرداب